# Szabó József (atomerőművi mérnök)
Szabó József Mihály (Budapest, 1945. július 31. –) magyar atomerőművi mérnök, fizikus, politikus, MSZP-s országgyűlési képviselő (2002–2006).

## Életpályája

### Iskolái
1963–1969 között a Moszkvai Energetikai Egyetem mérnök-fizikus szakán tanult.

### Pályafutása
1969–1971 között a Központi Fizikai Kutatóintézetben (KFKI) az atomreaktornál mérnökként dolgozott. 1972–1975 között a Magyar Villamos Művek Trösztnél a Paksi Atomerőmű beruházásának előkészítésén dolgozott. 1975–1978 között az Atomerőmű fejlesztési és sugárvédelmi főosztály vezetője, 1979–1984 között igazgató-helyettese, 1985–1992 között általános vezérigazgató-helyettese, 1992–1994 között biztonsági igazgatója, 1994–1998 között az Rt. vezérigazgatója volt. 1999–2001 között a Nuclear Consulting Kft. ügyvezető igazgatója volt. 2004 óta a Jeruzsálemi Szent János Lovagrend tagja.

### Politikai pályafutása
2002–2004 között az Energetikai albizottság elnöke, 2004–2006 között tagja volt. 2002–2006 között országgyűlési képviselő (Tolna megye; MSZP) volt. 2002–2006 között a Gazdasági bizottság tagja volt. 2003–2006 között a Honvédelmi bizottság tagja volt. 2006-ban országgyűlési képviselőjelölt volt.

## Családja
Szülei Szabó József és Szél Gizella voltak. 1970-ben házasságot kötött Sipos Ildikóval. Két gyermekük született: Judit (1975–) és Péter (1978–).

## Díjai
- Eötvös Loránd-díj (1996)
- PAB Ezüstplakett (1998)